# Míšovské buky
Míšovské buky je přírodní památka, která leží přibližně tři kilometry jižně od obce Míšov v okrese Plzeň-jih. Důvodem ochrany je zbytek kyselé bikové bučiny a jedlobučiny, která se rozkládá na mírně ukloněném severním svahu 805 metrů vysokého kopce Nad Marastkem. Dříve se zde nacházela smrková bučina, která v současnosti přechází ve smrčinu s několika starými exempláři buku.